# Saguia
Saguia (auch: Sagia) ist ein Stadtviertel (französisch: quartier) im Arrondissement Niamey V der Stadt Niamey in Niger.

## Geographie
Das Stadtviertel befindet sich am südlichen Rand des urbanen Teils von Niamey V und grenzt im Norden an das Stadtviertel Kirkissoye. Südwestlich von Saguia, dem Verlauf der Nationalstraße 27 folgend, liegt das Dorf Saga Gourma. Das Stadtviertel liegt in einem Tafelland mit einer weniger als 2,5 Meter tiefen Sandschicht, wodurch nur eine begrenzte Einsickerung möglich ist.

## Geschichte

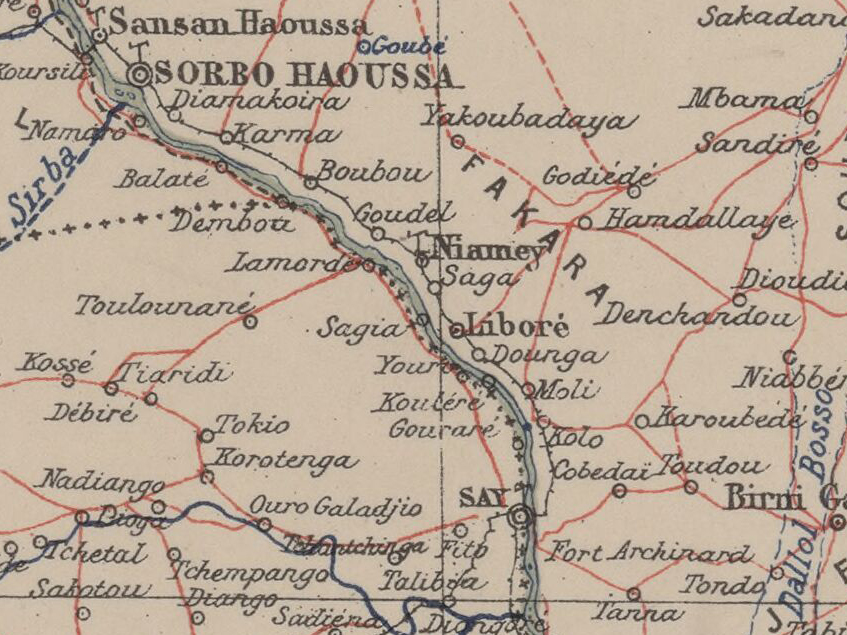
Ausschnitt einer Karte von 1903 mit Saguia (Sagia) im Zentrum

Die Siedlung bestand bereits vor 1937, dem Jahr, als in Plateau am anderen Niger-Ufer die Herausbildung verschiedener Stadtviertel in Niamey begann.

## Bevölkerung
Bei der Volkszählung 2012 hatte Saguia 3472 Einwohner, die in 457 Haushalten lebten. Bei der Volkszählung 2001 betrug die Einwohnerzahl 4037 in 616 Haushalten und bei der Volkszählung 1988 belief sich die Einwohnerzahl auf 843 in 137 Haushalten.

## Infrastruktur
In Saguia befindet sich ein Gesundheitszentrum (Centre de Santé Intégré), das 2014 für die Versorgung von rund 13.000 Menschen zuständig war. Dazu zählten neben den Einwohnern des Stadtviertels jene der Dörfer und Weiler Saga Gourma, Gorou Kirey, Timéré, Gorou Banda, Lowayé, Djolongou und Séno Bali. Die öffentliche Grundschule Ecole primaire de Saguia wurde 1966 gegründet. Es gibt mehrere Grundschulen im Stadtviertel.